# Brandon Hicks
Brandon Ryan Hicks (Houston, 14 settembre 1985) è un ex giocatore di baseball statunitense.

## Minor League
Hicks frequentò la Sam Rayburn high school di Pasadena, Texas e la Texas A&M University di College Station, dove venne selezionato al 3º giro del draft amatoriale MLB del 2007, come 108a scelta assoluta, dagli Atlanta Braves. Iniziò nello stesso anno nella Appalachian League rookie con i Danville Braves, chiuse con .224 alla battuta e 13 RBI in 18 partite. Poi passò nella South Atlantic League singolo A con i Rome Braves, finì con .313 alla battuta e 15 RBI in 37 partite. Nel 2008 passò nella Carolina League singolo A avanzato con i Myrtle Beach Pelicans, chiuse con .234 alla battuta e 56 RBI in 93 partite, ottenendo 3 premi individuali. Poi passò nella Southern League doppio A con i Mississippi Braves finendo con .241 alla battuta e 7 RBI in 16 partite.
Nel 2009 chiuse con .237 alla battuta e 48 RBI in 128 partite. Nel 2011 passò nella International League triplo A con i Gwinnett Braves, finì con .211 alla battuta e 22 RBI in 77 partite.
Nel 2012 finì con .252 alla battuta e 50 RBI in 104 partite.

## Major League

### Atlanta Braves (2010-2011)
Debuttò nella MLB il 5 maggio 2010, al Nationals Park di Washington contro i Washington Nationals, chiuse con .000 alla battuta in 16 partite. Il 1º febbraio 2011 firmò un contratto annuale per 414.000 dollari con i Braves. Chiuse la stagione con .048 alla battuta e un RBI in 17 partite.

### Oakland Athletics (2012)
Il 13 marzo 2012, gli Oakland Athletics prelevarono Hicks dalla lista trasferimenti dei Braves. Chiuse con .172 alla battuta e 7 RBI in 22 partite.

### New York Mets (2013)
Il 26 novembre 2012, Hicks venne scambiato con i New York Mets in cambio di un corrispettivo in denaro.

### San Francisco Giants (2013-2015)
Firmò il 20 novembre 2013 con i San Francisco Giants, con cui tornò a giocare nella MLB nel 2014 e trascorse la stagione 2015 nella minor league.

### Los Angeles Dodgers e ritiro (2016)
Hicks firmò il 1 febbraio 2016 con i Los Angeles Dodgers con cui giocò interamente nella minor league. Divenne free agent al termine della stagione 2016 e annunciò il ritiro durante la pausa invernale.

## Numeri di maglia indossati
- n° 18 con gli Atlanta Braves (2010)
- n° 23 con gli Atlanta Braves (2011)
- n° 18 con gli Oakland Athletics (2012)
- n° 14 con gli San Francisco Giants (2014)

## Vittorie e premi
- Post-Season All-Star della Carolina League con i Myrtle Beach Pelicans (2008)
- Mid-Season All-Star della Carolina League con i Myrtle Beach Pelicans (2008)
- Giocatore della settimana della Carolina League con i Myrtle Beach Pelicans (28 aprile 2008).